# Лазерная химия
Лазерная химия — раздел физической химии, изучающий химические процессы, которые возникают под действием лазерного излучения и в которых специфические свойства лазерного излучения играют решающую роль, а также хемолазерные процессы (химические лазеры). Монохроматичность лазерного излучения позволяет селективно возбуждать молекулы одного вида, при этом молекулы других видов остаются невозбужденными. Селективность возбуждения при этом процессе ограничена лишь степенью перекрывания полос в спектре поглощения вещества. Таким образом подбирая частоту возбуждения, удается не только осуществлять избирательную активацию молекул, но и менять глубину проникновения излучения в зону реакции.
Возможность фокусировки лазерного излучения позволяет вводить энергию локально, в определённую область объёма, занимаемого реагирующей смесью. Лазерное воздействие на химические реакции может быть тепловым и фотохимическим.
Лазерная офтальмология и микрохирургия, в конечном счете, та же лазерная химия, но для медицинских целей.
Основные направления современной лазерной химии:
- Лазерное разделение изотопов
- Лазерное получение особо чистых веществ
- Лазерный синтез
- Лазерная стереолитография